# 큰곰자리
큰곰자리(Ursa Major, [ˌɝsəˈmeɪdʒɚ])는 천구의 북극 부근에 있고 북극성이 보여 북두칠성을 포함하는 곰 모양의 별자리입니다. 곰의 모양을 한 이 별자리는 북반구 중위도 이상에서는 연중 볼 수 있다. 작은곰자리 도 북극 근처에 있어서 서로 대조를 이룬다.
동아시아의 별자리에서는 자미원의 북두, 태미원의 삼태, 주변의 작은 별자리들에 해당됩니다.

## 특징
꼬리 부근의 북두칠성을 중심으로 전체 모양을 그려나가면 쉽게 찾아낼 수 있다.

### 북두칠성
- 동아시아에서는 국자로 여겼다. 경우에 따라서는 7개의 별이 아닌 8개, 9개로 여기기도 한다.
- 영국에서는 북두칠성을 쟁기로 여겼다. 두브헤(Dubhe)와 알카이드(Alkaid)를 제외한 나머지 별들은 궁수자리쪽의 동일한 고유운동을 갖고 있다. 이 외에도 이러한 별들이 몇 개 확인되는데, 이들을 큰곰자리 운동군(Ursa Major Moving Group)이라 한다.

## 별과 천체
- 큰곰자리 ζ (ζ Ursae Majoris, 미자르: Mizar): 알코르(Alcor)와 함께 안시쌍성을 이룬다.
- 큰곰자리 W: 접촉쌍성 변광성의 원형으로, 7.75등급에서 8.48등급까지 밝기가 변한다.
- 큰곰자리 47: 두 개의 행성이 확인된 행성계이다. 두 행성의 질량은 각각 목성의 2.54배, 0.76배이다.
- 메시에 40: 이중성이다. 메시에 목록에 포함된 이유가 분명하지 않다.

### 성단·성운·은하
큰곰자리에는 여러 밝은 은하계가 발견되었다.
- 메시에 81: 나선은하로, 하늘에서 가장 밝은 은하계에 속한다. 곰의 머리 부근에 있다.
- 메시에 82: 폭발적항성생성은하(starburst galaxy)이다. 곰 머리 부근에 있다.
- 메시에 101 (Pinwheel Galaxy: 바람개비 은하): 큰곰자리 η의 북서쪽에 있는 아름다운 나선은하이다.
- 메시에 108: 나선은하이다.
- 메시에 109: 나선은하이다.
- 이중 준성: 두 개가 쌍을 이루고 있는 밝은 퀘이사이다.

저배율의 망원경으로 약 50개의 은하계를 찾을 수 있다.
큰곰자리의 성운은 다음과 같다.
- 메시에 97 (Owl Nebula: 부엉이 성운): 그 형태로부터 이름지었으며, 북두칠성 국자의 바닥 쪽에서 찾을 수 있다.

허블 딥 필드(Hubble Deep Field)가 큰곰자리 δ의 북동쪽에 놓여 있다.

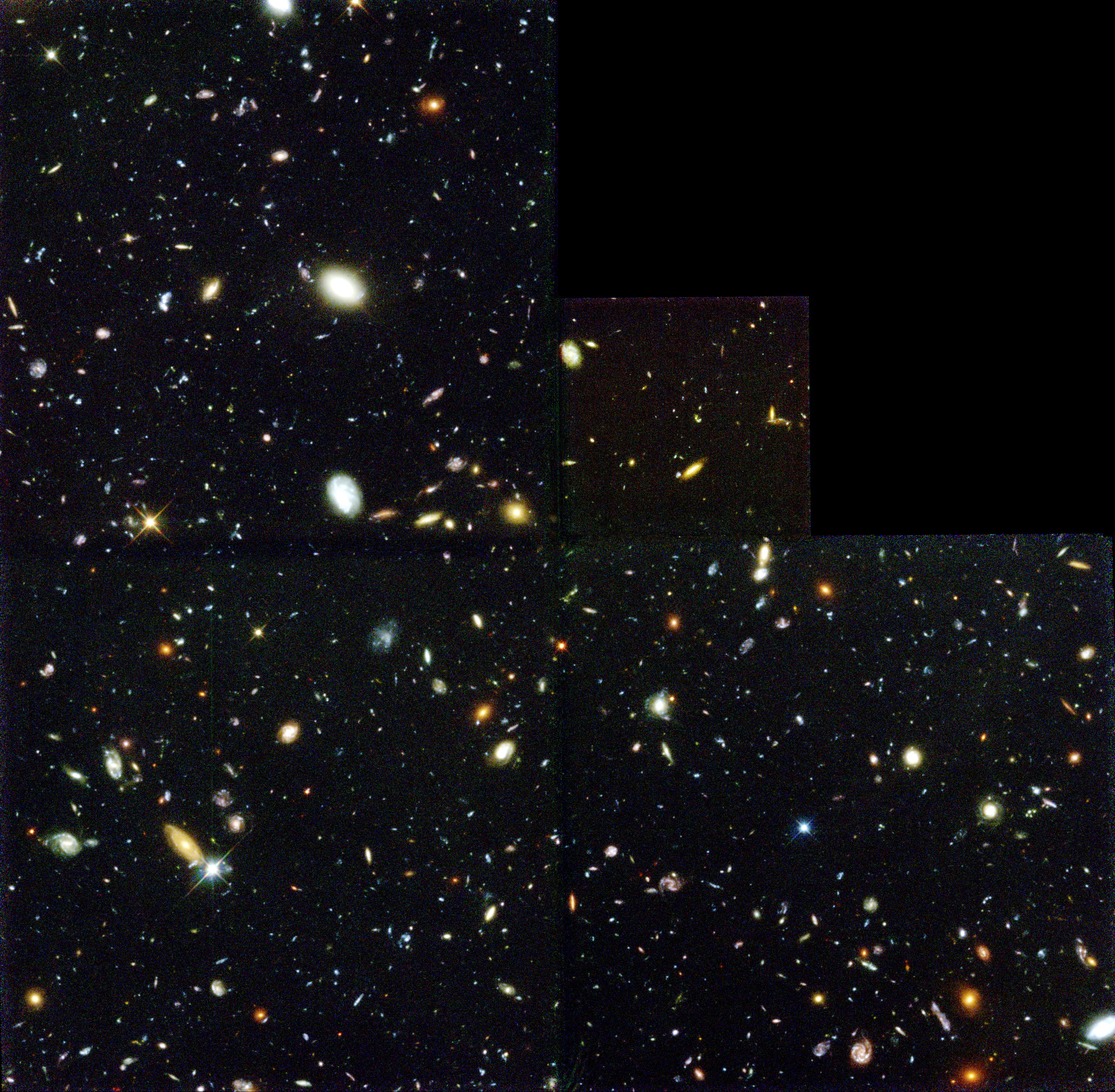
허블 딥 필드 (Hubble Deep Field, HDF)

M81 나선은하
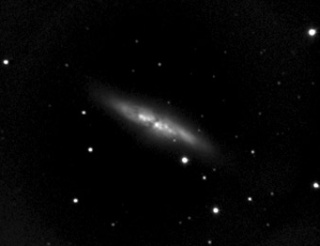
M82 starburst galaxy
M101 나선은하
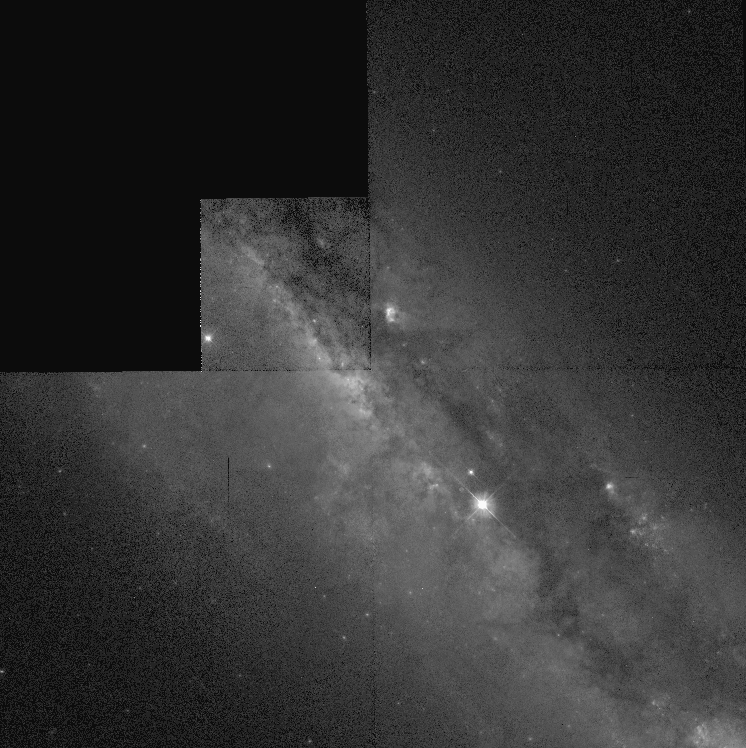
M108 나선은하
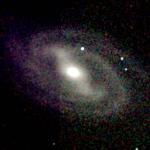
M109 막대나선은하
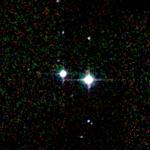
M40 이중성

## 역사
큰곰자리는 프톨레마이오스의 48개 별자리에 포함되었고, 현재 가장 널리 알려진 별자리이며, 호머, 스펜서, 셰익스피어, 테니슨 등의 시인들도 시에서 언급하였다. 빈센트 반 고흐가 그림에 담기도 했다.

## 신화

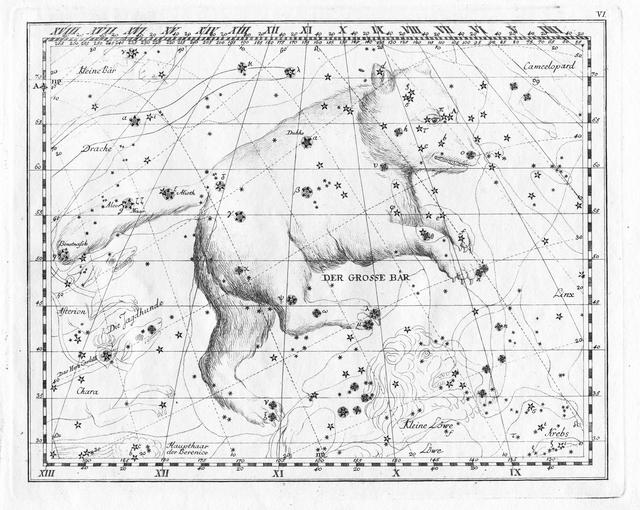
큰곰자리, Johann Elert Bode의 성도(1782년)

- 큰곰자리는 부근의 작은곰자리와 함께 그리스 신화의 칼리스토의 전설과 관련되어 있다. 제우스의 애인인 칼리스토가 제우스의 아내 헤라의 질투로 곰의 모습이 되었는데, 제우스가 이를 별자리로 만들었다는 것이다.

- 인도 신화에서는 일곱 개의 별은 일곱 현자로 여겨지며, 별자리는 'Saptarshi Mandalam'으로 불린다.

- 성경에도 큰곰자리가 언급된다. (욥기 9:9, 38:32)

- 알리오스(Alioth), 미자르(Mizar), 알카이드(Alkaid)의 세 별은 그들의 어미를 따르는 새끼 또는 세 명의 사냥꾼으로 여겨지기도 하였다.

- 이로쿼이 미국 원주민은 알리오스, 미자르, 알카이드의 세 별을 큰 곰을 쫓는 사냥꾼으로 해석하였다. 이들의 한 신화에 의하면, 첫 번째 사냥꾼(알리오스)는 활과 화살을 들고 곰을 때려눕히려 하고, 두 번째 사냥꾼(미자르)은 어깨에 곰을 요리할 큰 그릇을 갖고 있다. 세 번째 사냥꾼(알카이드)은 그릇에 불을 지필 장작을 나른다.

- 버마인들은 큰곰자리 중 머리와 앞발 부분을 'Pucwan Tārā(바준 타자: 참새우, 새우, 게, 가재 등)'라 부른다.

- 중동에서는 죽음을 다스리는 별무리라고 생각하였다. 사각형을 이루는 네 별이 관을 나타내고 손잡이에 해당하는 세 별은 관을 끌고 가는 사람으로 보았던 것이다. 그래서 어두운 밤에 북두칠성을 보면 소름이 오르기도 한다.

## 북두칠성의 모양 변화
북두칠성의 양 끝 별을 뺀 다섯 별은 30억년 전쯤 함께 태어났는데, 초속 29km의 빠르기로 움직인다. 별이 움직이는 방향이 달라 북두칠성의 모양은 오랜 시간에 걸쳐 조금씩 바뀐다.

## 같이 보기
- 작은곰자리
- 큰곰자리 47 d
- 큰곰자리 47